# Young Dumb & Broke
Young Dumb & Broke is een nummer van de Amerikaanse zanger Khalid uit 2017. Het is de tweede single van zijn debuutalbum American Teen.
In de tekst probeert Khalid een meisje ervan te overtuigen dat er niets mis mee is om "jong, dom en gebroken" te zijn. Het nummer werd in een aantal landen een (bescheiden) hit, met bijvoorbeeld een 18e positie in de Amerikaanse Billboard Hot 100. In Nederland had het minder succes met een 4e positie in de Tipparade, terwijl in Vlaanderen een remix met Rae Sremmurd en Lil Yachty de 2e positie in de Tipparade bereikte.

## Tracklijst
Muziekdownload
1. "Young Dumb & Broke" - 3:22

Muziekdownload - remix
1. "Young Dumb & Broke" (remix) (ft. Rae Sremmurd & Lil Yachty) - 4:23